# Сопвит 5F.1
Сопвит 5F.1 (енгл. Sopwith 5F.1 Dolphin) је ловачки авион направљен у Уједињеном Краљевству. Авион је први пут полетео 1917. године. 

Највећа брзина авиона при хоризонталном лету је износила 206 km/h.
Распон крила авиона је био 9,90 метара, а дужина трупа 6,78 метара. Празан авион је имао масу од 665 килограма. Нормална полетна маса износила је око 907 килограма.

## Наоружање
| Наоружање авиона: Сопвит       |                    |
| Ватрено (стрељачко) наоружање  |                    |
| Топ                            |                    |
| Митраљез                       |                    |
| Број и ознака митраљеза        | 2 Викерс и 2 Луис  |
| Калибар                        | 7,7                |
| Бомбардерско наоружање (бомбе) |                    |
| Класичне авио бомбе            | до 4 од по 11,3 кг |
| Ракетно наоружање (ракете)     |                    |